# Dálnice v Indii

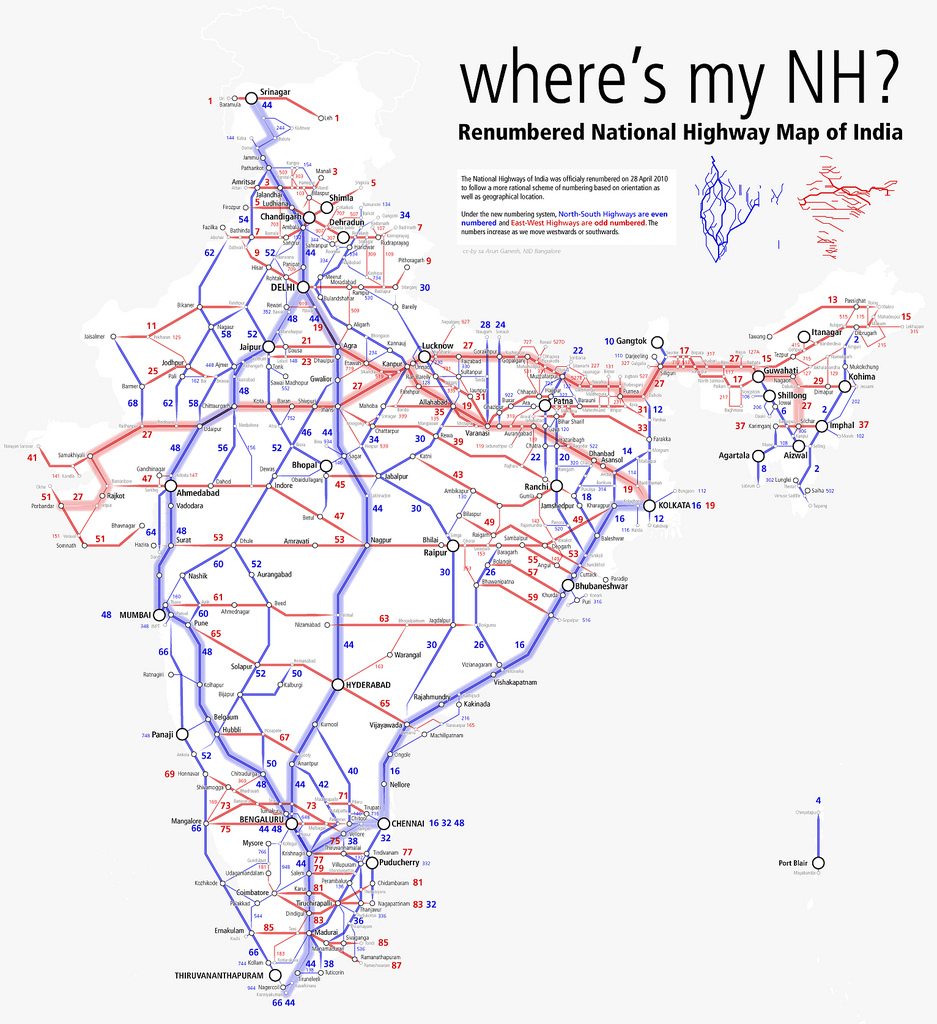
Schéma indické dálniční sítě

Dálnice v Indii patří se svou celkovou délkou sítě 115 435 km (stav 2017) mezi největší na světě. Indické dálnice jsou majetkem vlády Indie a jsou financovány primárně z vládního rozpočtu. Provoz, údržbu a stavbu nových dálnic má na starosti Národní úřad dálnic v Indii (NHAI), který působí pod Ministerstvem silniční dopravy a dálnic. Tyto dálnice tvoří 1,8% indických silnic a patří mezi nejdůležitější automobilové trasy v zemi. Propojují hlavní města jednotlivých států a zajišťují 40% celkové dopravy v Indii. Indické dálnice se podobně jako ty čínské velmi rychle rozvíjí, v roce 1980 bylo v zemi v provozu pouze 29 023 km dálnic, v roce 2012 pak 76 818 km. V roce 2017 se v Indii staví v průměru 23 km dálnic denně. Aktuálně jsou plány na další rozšíření sítě o 30 000 km.

## Všeobecné údaje

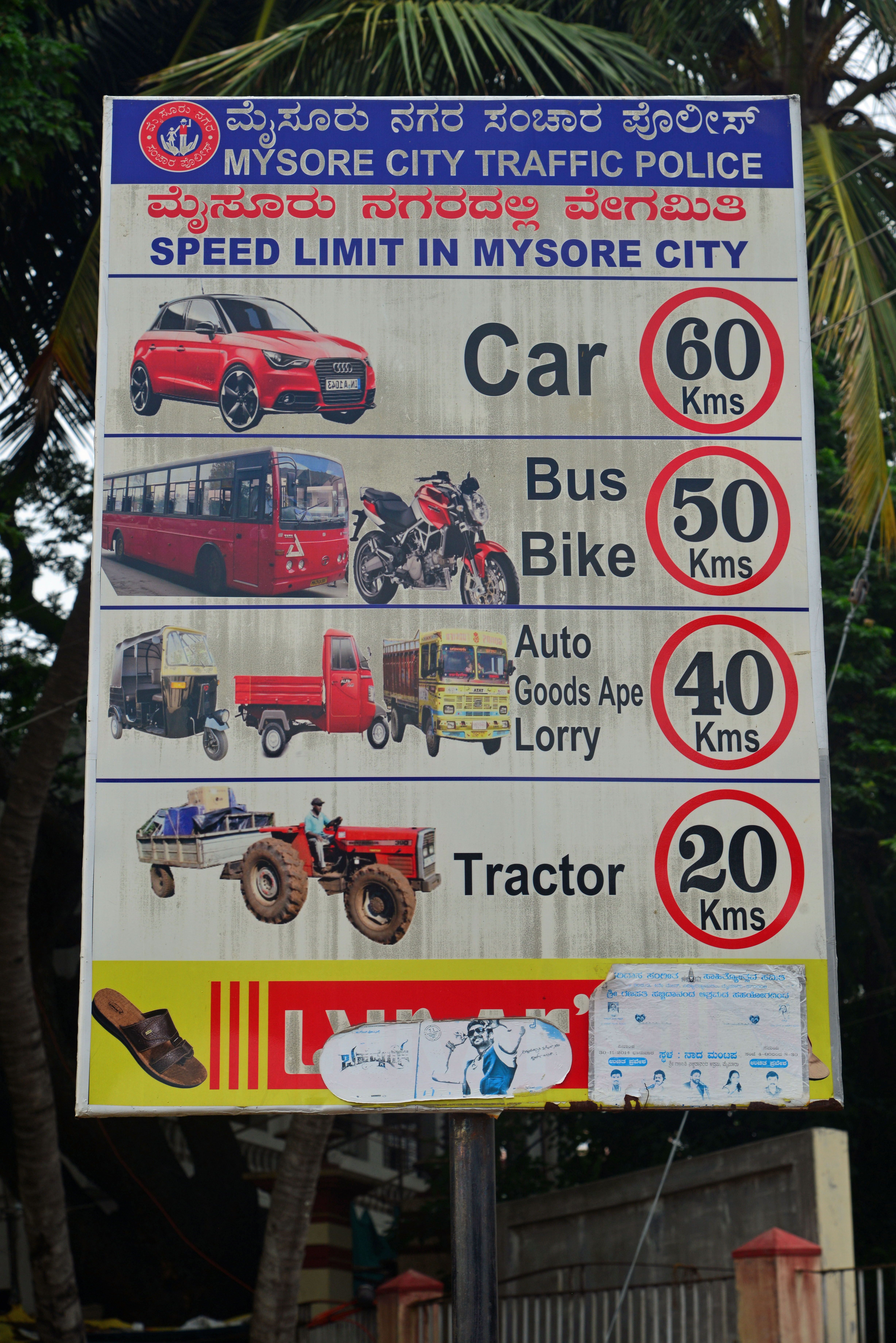
Tabule značící rychlostní limity ve městě Maisúr

Indické dálnice jsou značeny většinou pod číslem národních silnic, popřípadě podle mezinárodní značení, častěji však bývají nazývány podle měst, která spojují (např. Agra-Lucknow Expressway, v češtině Dálnice Agra - Lucknow), důležité dálniční obchvaty bývají nazývány podle měst a světových stran, ve které části města se nacházejí (např. Dálnice Bombaj - sever). Některé dálnice v Indii mají předponu A- v označení. Většina indických dálnic bývá 3-proudová v každém směru, někdy i véceproudé a nacházejí se na nich nájezdové rampy. Indické dálnice bývají kromě aut využívány také cyklisty a chodci, což často mívá tragické následky.

### Rychlostní limity
Až do roku 2014 neexistovaly v Indii žádné rychlostní limity. Ty byly nastavovány vždy policií v měřených úsecích. V současnosti je po celé Indii maximální povolená rychlost na dálnicích pro osobní automobily 140 km/h a pro ostatní vozidla 80 km/h, klasifikce vozidel a samotných rychlostních limitů se však v jednotlivých indických zemích liší.

### Zpoplatnění
Indické dálnice jsou zpoplatněny za pomocí klasických mýtných bran, kdy řidič zaplatí v hotovosti za ujeté kilometry. Mýtné provozuje NHAI, Národní úřad dálnic v Indii.

## Historie
Indický zákon o dálnicích, který stanovuje soukromé investice do výstavby a modernizace dálnic byl přijat v roce 1956. Některé existující silnice byly reklasifikovány jako dálnice a začala výstavba důležitých obchvatů, které zlepšily dopravní situaci ve větších městech. Velmi rozmanitá klimatická, demografická, dopravní a politická situace v Indii má za následky např. to, že v některých místech s velkým provozem existují pouze obyčejné silnice, zatímco naopak na mnohých místech s nízkým provozem jsou zase 3-proudové dálnice, ovšem i tyto nedostatky se pomalu zlepšují. V roce 1980 bylo v zemi v provozu 29 023 km dálnic, do roku 2012 se síť podařilo rozšířit o cca 50 000 km na 76 818 km. V roce 2012 rovněž začala velká modernizace dálnic, včetně rozšiřování mnohých cest o další pruhy a budování nových rychlostních komunikací.

### Budoucnost
V nejbližších letech by se měla indická dálniční síť rozrůst o dalších 30 000 km.

## Seznam dálnic

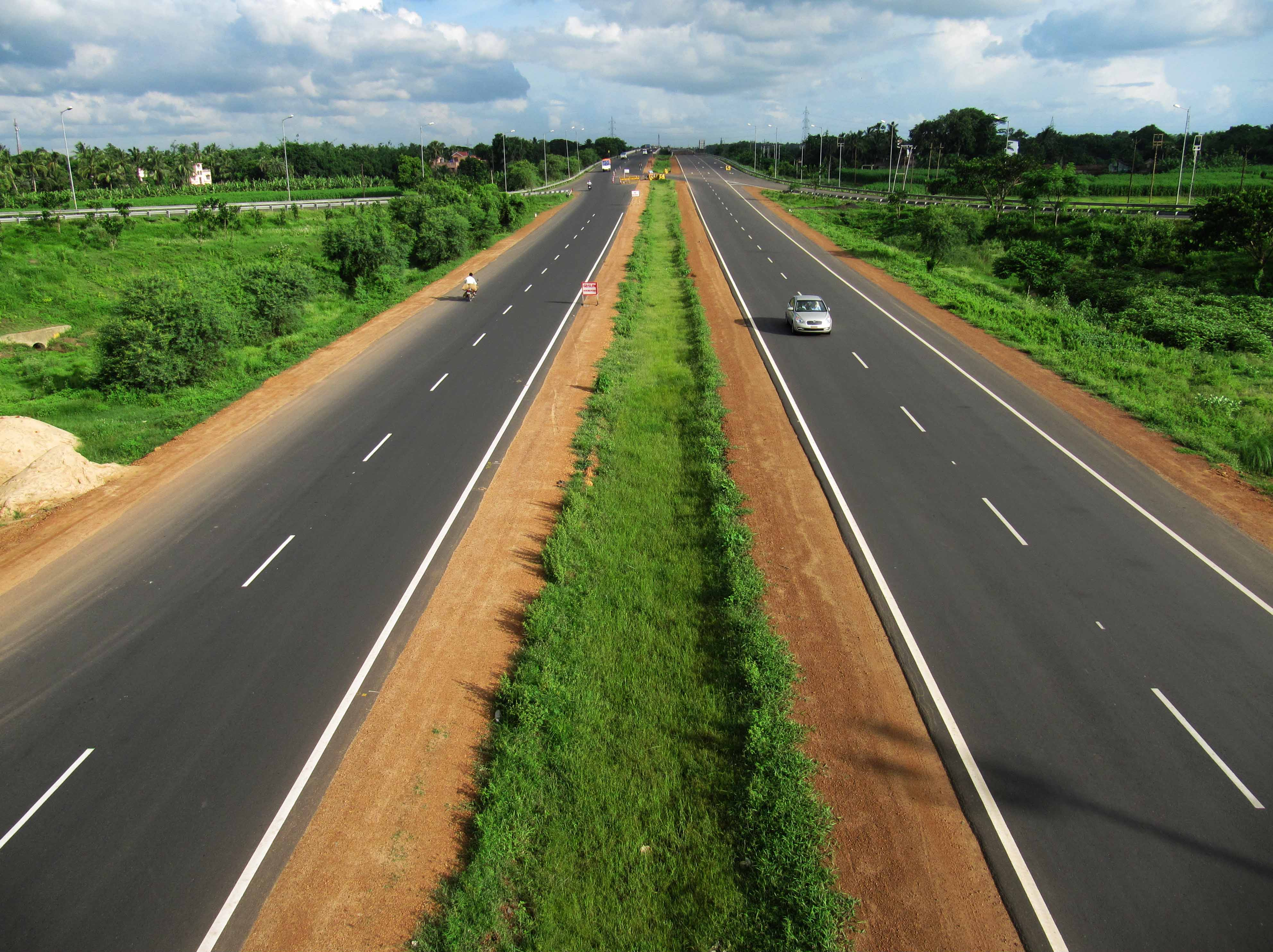
Dálnice Durgapur u Kalkaty

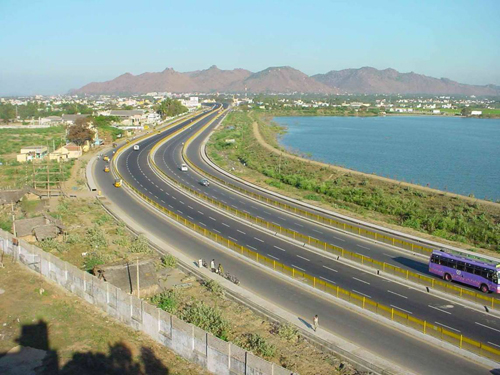
Dálnice v Tamil-Nadu

Seznam nejvýznamnějších indických dálnic s nejvyšší klasifikací.
| Název                          | Státy                                 | Konečná délka (km) |
| ------------------------------ | ------------------------------------- | ------------------ |
| Dálnice Agra – Lucknow         | Uttarpradéš                           | 302                |
| Dálnice Ahmedabad – Vadodara   | Gudžarát                              | 95                 |
| Obchvat Allahabadu             | Uttarpradéš                           | 86                 |
| Dálnice Ambala – Chandigarh    | Paňdžáb, Harijána                     | 35                 |
| Belgorijská dálnice            | Západní Bengálsko                     | 8                  |
| Obchvat Čennaí                 | Tamilnádu                             | 32                 |
| Čennaíjský okruh               | Tamilnádu                             | 29                 |
| Dálnice Dillí – Gurgaon        | Národní kapitální region              | 27,5               |
| Západní obvodová dálnice Dillí | Národní kapitální region              | 58                 |
| Dillí – Noida přímá dálnice    | Národní kapitální region, Uttarpradéš | 9                  |
| Dálnice Durgapur               | Západní Bengálsko                     | 65                 |
| Bombajská východní dálnice     | Maháráštra                            | 17                 |
| Hosurská silnice               | Karnátaka                             | 10                 |
| Himálajská dálnice             | Paňdžáb, Harijána, Himáčalpradéš      | 25,5               |
| Hyderabátská silnice           | Telangána                             | 11,5               |
| Dálnice Bombaj – Pune          | Maháráštra                            | 94,5               |
| Hyderabátský okruh             | Telangána                             | 158                |
| Silnice Jaipur                 | Rádžasthán                            | 8                  |
| Dálnice Jaipur – Kishangarh    | Rádžasthán                            | 90                 |
| Dálnice Kona                   | Západní Bengálsko                     | 8                  |
| Dálnice Noida – Velká Noida    | Uttarpradéš                           | 24,5               |
| Manipatská silnice             | Harijána                              | 10                 |
| Dálnice Sion – Panvel          | Maháráštra                            | 25                 |
| Bombajská západní dálnice      | Maháráštra                            | 29                 |
| Dálnice Yamuna                 | Uttarpradéš                           | 165                |